# Telica (ville)
Telica est une municipalité nicaraguayenne du département de León au Nicaragua.